# 39
Glej tudi: število 39
39 (XXXIX) je bilo navadno leto, ki se je po julijanskem koledarju začelo na četrtek.

## Dogodki
- 1. januar

## Rojstva
- 30. december - Tit Flavij, 10. cesar Rimskega cesarstva († 81)

## Smrti
- Seneka starejši, rimski govornik in pisatelj (* 54 pr. n. št.)